# لالا لاجپات رای
لالا لاجپات رای (به انگلیسی: Lala Lajpat Rai؛ زاده ۲۸ ژانویه ۱۸۶۵ – درگذشته ۱۷ نوامبر ۱۹۲۸) یک کنشگر استقلال طلبی هند بود. او نقشی کلیدی در جنبش استقلال طلبی هند داشت، در میان مردم به پنجاب کساری (به هندی: पंजाब केसरी) معروف بود و یکی از اعضای هیئت سه نفره لال بال پال بود. او سرانجام چند هفته پس از حمله پلیس که در راهپیمایی اعتراضی مسالمت آمیز علیه کمیسیون تماماً بریتانیایی سایمون (کمیسیونی که توسط بریتانیا برای اصلاح قانون اساسی هند شکل گرفته بود) انجام گرفته بود، بر اثر جراحات شدید درگذشت.

## اوایل زندگی
رای در ۲۸ ژانویه ۱۸۶۵ در روستای دهودیکی، بخش لدهیانه، ایالت پنجاب (هند بریتانیا) زاده شد. پدرش مونشی رادا کریشان، آموزگار اردو و فارسی در یک مدرسه دولتی بود و مادرش گلاب دیوی نام داشت. او بیشتر روزگار جوانی خود را در جاگرون سپری کرد، خانه او هنوز در جاگرون پابرجاست و یک موزه و یک کتابخانه را میزبانی می‌کند.